# Kustodie des Heiligen Landes

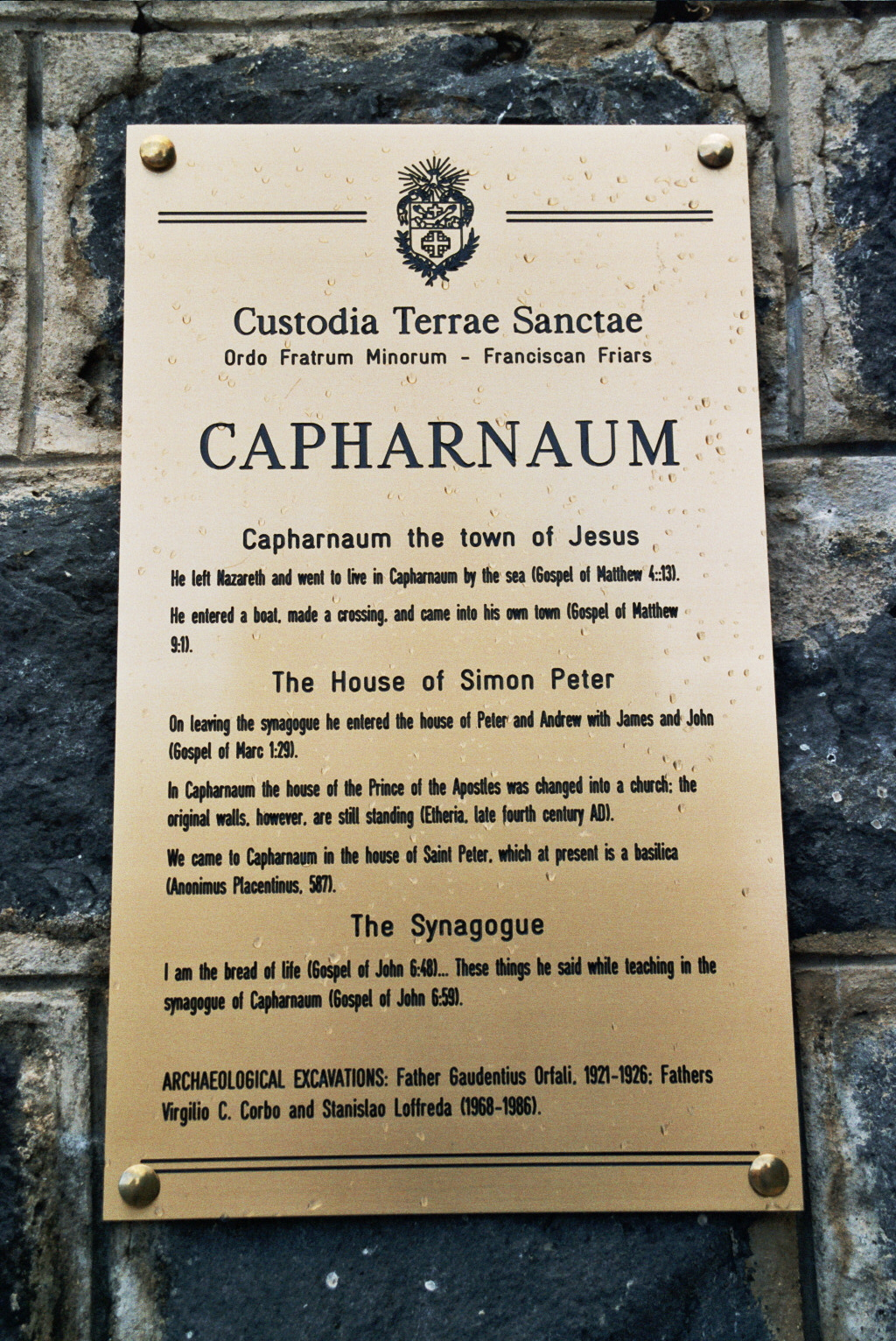
Archäologische Stätten, wie zum Beispiel die Ruinen von Kafarnaum, stehen unter der Aufsicht der Kustodie des Heiligen Landes

Die Kustodie des Heiligen Landes (lateinisch Custodia Terræ Sanctæ, oft in der italienischen Form Custodia di terra santa) ist die Ordensorganisation der Franziskaner im Heiligen Land. Sie war ursprünglich ein Teil der franziskanischen Missionsprovinz Oltre Mare (italienisch: „Jenseits des Meeres“), auch Provinz Syrien genannt, zu der der gesamte östliche Mittelmeerraum von Ägypten bis Griechenland gehörte. Diese Provinz wurde 1263 in kleinere Einheiten, Kustodien genannt, untergliedert. Neben den Kustodien von Zypern und Syrien entstand die Kustodie des Heiligen Landes. Seit 1571 steht sie unter Beibehaltung der Bezeichnung im Rang einer eigenen Ordensprovinz und ist direkt der Leitung des Gesamtordens unterstellt, nachdem die Provinz Oltre Mare erloschen war. Heute gehören zur Kustodie neben Israel und Palästina auch der Libanon, Syrien, Jordanien, Zypern und Rhodos sowie einzelne Konvente in Italien, Ägypten, den USA und Argentinien. Der Hauptsitz befindet sich im Salvatorkloster im christlichen Viertel der Altstadt von Jerusalem.
Der kanonische Obere der Kustodie trägt den Titel Kustos (= Wächter) des Heiligen Landes. Seit 2025 übt Francesco Ielpo diesen Dienst aus.

## Geschichte
Nachdem das vierte Laterankonzil, das im Jahr 1215 mit der Zielsetzung „ad recuperationem terrae sanctae et reformationem universae ecclesiae“, ‚zur Wiedergewinnung des heiligen Landes und zur Erneuerung der gesamten Kirche‘ zusammentrat, zum Kreuzzug zur Rückeroberung Jerusalems aufgerufen hatte, fasste das Ordenskapitel der Franziskaner 1217 in Portiuncula den Beschluss, neben Gründungsversuchen in Deutschland, Spanien, Ungarn und Frankreich auch Brüder in den Orient zu entsenden, um dort das Evangelium zu verkünden. Angesichts der raschen Ausbreitung des 1209 gegründeten Ordens begann das Kapitel zugleich mit der Einrichtung fester Ordensprovinzen, darunter auch die Missionsprovinz Oltre Mare.
Als 1291 die letzte Stadt des Königreichs Jerusalem, Akkon, in die Hände des  ägyptischen Mamluken-Sultans al-Aschraf Chalil gefallen war und die Kreuzritter vertrieben worden waren, wichen die Franziskaner nach Zypern aus, wo sich der Sitz der Ordensprovinz Oltre Mare befand. Sie konnten von dort aus jedoch eine Präsenz in Jerusalem und an anderen heiligen Stätten gewährleisten. Papst Johannes XXII. erlaubte ihnen, jährlich zwei Brüder dorthin zu entsenden. Für die Zeit von 1322 bis 1327 ist bezeugt, dass sie am Heiligen Grab in einer bescheidenen Unterkunft wohnten und einen seelsorglichen Dienst wahrnahmen. 1333 kehrten sie endgültig nach Palästina zurück. Möglich wurde dieser Neuanfang durch eine Vereinbarung des Königs von Neapel, Robert von Anjou, und seiner zweiten Frau Sancha von Mallorca mit Sultan an-Nāsir Muhammad ibn Qalāwūn. Durch Vermittlung des Franziskaners Roger Guérin gewährte ihnen Sultan An-Nasir 1333 das Recht, am Heiligen Grab Gottesdienst zu feiern, und das Nutzungsrecht am Abendmahlssaal. Dort gründeten sie 1335 einen Konvent. In der Vereinbarung mit dem Sultan war niedergelegt, dass die Franziskaner diese Rechte im Namen der christlichen Welt ausüben sollten. Papst Clemens VI. billigte diese Vereinbarungen des neapolitanischen Königshauses und legte 1342 mit den Bullen Nuper charissimae und Gratias agimus Einzelheiten für die Kustodie des Heiligen Landes fest. So konnten aus jeder Provinz des Franziskanerordens Brüder ins Heilige Land kommen, und sie unterstanden dort der Jurisdiktion des Guardians des Konvents beim Abendmahlssaal (Coenaculum) auf dem Berg Zion, der gleichzeitig Kustos der Kustodie des Heiligen Landes war. Johanna I., Königin von Neapel, finanzierte den Bau des Konvents für zwölf Brüder beim Abendmahlssaal, zwanzig Jahre später gründete eine reiche Florentinerin auf dem Zionsberg ein Hospiz für 200 Pilger und Arme, das dem franziskanischen Kustos unterstellt wurde. Noch im 17. Jahrhundert führte der Kustos den alten Titel „Guardian vom Berge Sion“.
Die Franziskaner waren nach dem Fall Akkons die ersten Vertreter der katholischen Kirche, die sich wieder in der Region Palästina niederließen. Es gelang ihnen, von den Sultanen Ägyptens die Erlaubnis zur Betreuung verschiedener heiliger Stätten des Christentums zu erwirken. Zur Unterstützung der Franziskaner im Heiligen Land setzte Papst Martin V. 1421 Kommissare ein, die Spenden für die Arbeit der dortigen Mitbrüder sammelten. Sie waren Vorläufer der heutigen Missionsprokuren zahlreicher Ordensgemeinschaften.
Während des Armutsstreits im Franziskanerorden wurde die Observanzbewegung, in der die Armutsregeln strikter ausgelegt wurden als bei den Konventualen, in Hinblick auf die Kustodie des Heiligen Landes von den Päpsten gefördert. Eine Visitation der Kustodie durch Johannes Capistranus im Jahr 1439 sorgte dafür, dass in Palästina die observante Richtung dominant blieb, auch wenn die Konventualen noch bis nach der Trennung des Ordens durch Papst Leo X. im Jahr 1517 „Titulartprovinziale“ ernannten, obwohl in Palästina gar keine Konventualen mehr lebten. Die Observanten durften selber keinen Besitz haben, aber Spenden europäischer Gönner, darunter besonders die Könige von Spanien und Frankreich, ermöglichten ihnen, zu leben und die heiligen Stätten zu unterhalten.
Besondere Bedeutung gewann die Kustodie durch den 1342 von Papst Klemens VI. erteilten Auftrag, die Interessen der lateinischen Kirche an den heiligen Stätten zu vertreten. Bis zum 19. Jahrhundert waren die Franziskaner die einzige im Heiligen Land vertretene katholische Ordensgemeinschaft und bis zur Wiedererrichtung des lateinischen Patriarchats von Jerusalem im Jahre 1847 mit praktisch allen kirchlichen Aufgaben in der Region betraut. Papst Benedikt XIV. stellte die Kustodie des Heiligen Landes durch das apostolische Schreiben In supremo militantis Ecclesiae 1746 international auf: der Kustos war immer ein vom Generalminister des Ordens ernannter Italiener. Der Vikar, der ihn vertrat und mit dem Konsul der Schutzmacht Frankreich in Kontakt stand, war Franzose. Der für die Wirtschaft zuständige Prokurator war, da die meisten Spenden aus Ländern der spanischen Krone eingingen, ein Spanier. Zum wöchentlich tagenden Rat des Kustos, dem Diskretorium, gehörten je ein italienischer, französischer, spanischer und deutscher Franziskaner.
Anfangs waren der Kustodie der Abendmahlssaal (seit 1333) auf dem Berg Zion, der lateinische Anteil an der Grabeskirche in Jerusalem (seit 1342) und an der Geburtskirche in Bethlehem (seit 1347) anvertraut. Im Lauf der Jahrhunderte konnte sie weitere alte christliche Stätten erwerben und dort Kirchen erbauen. Vor allem seit dem 19. Jahrhundert führt sie an diesen Orten auch wissenschaftliche Ausgrabungen durch. Weitere Aufgaben waren und sind die Betreuung von Pilgerherbergen, Schulen und wissenschaftlichen Instituten sowie sozialer Einrichtungen.

## Klöster
Zur Kustodie gehören 28 Klöster in Israel, davon 9 in Jerusalem und fünf in Palästina; außerdem 2 Klarissenklöster in Jerusalem und Nazaret.
- Israel
  - Ain Karem (3 Klöster)
  - Akkon
  - Jaffa (2 Klöster)
  - Jerusalem: 9 Klöster (Beit Hanina, Terra Sancta Kolleg, Dominus flevit, Flagellatio, Getsemani, Konvent in der Grabeskirche, Sionsberg beim Abendmahlssaal, St. Salvator mit Kloster St. Simeon und Hannah) und Klarissen
  - Kana
  - Kapernaum
  - Mujeidel
  - Nazaret (Verkündigungsbasilika und Klarissen)
  - Ramleh
  - Tabgha
  - Tiberias
- Palästina
  - Bethanien
  - Betlehem
  - Bethphage
  - Emmaus
  - Jericho
- 2 Klöster in Jordanien: Amman (Luwaibdeh) und Madaba/Monte Nebo
- 4 Klöster in Libanon: Beirut (2), Harissa, Tripoli
- 11 Klöster in Syrien: Aleppo (3), Damaskus (3), Gassanieh, Knayeh, Jacoubie, Jisr El-Choughour, Lattakiah
- 1 Kloster in Ägypten: Kairo-Musky
- 4 Klöster in Zypern: Larnaka (mit Seelsorgestelle in Agia Napa), Limassol, Nicosia (2)
- 4 Klöster in Griechenland: Rhodos (3), Kos
- 3 Klöster in Italien: Rom, Montefalco, Neapel mit Generalkommissariat des Heiligen Landes
- 1 Kloster in Spanien: Madrid
- 1 Kloster in Argentinien: Buenos Aires
- 1 Kloster in USA: Washington D.C.[9]

## Betreute Stätten

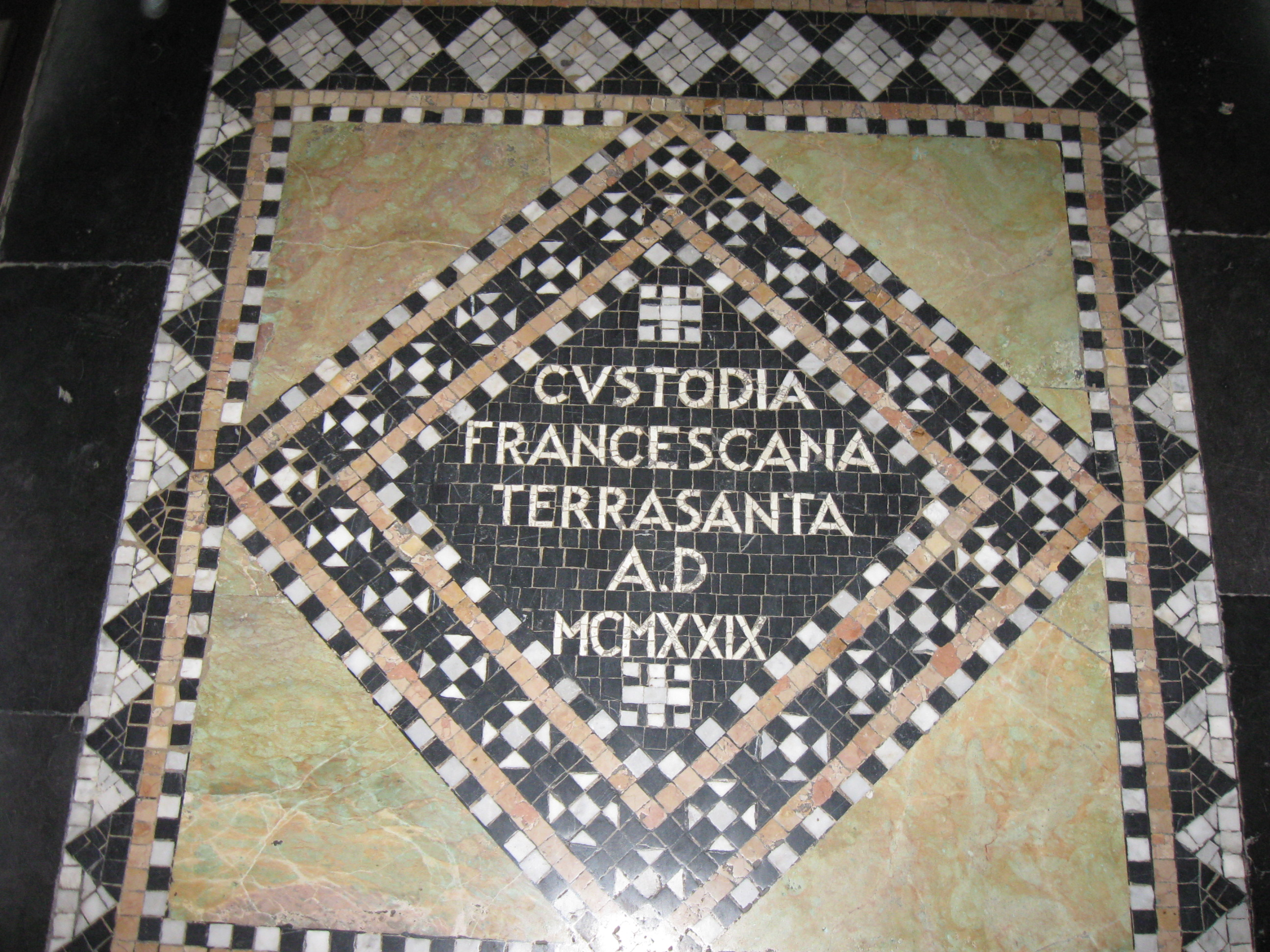
Fußbodenmosaik in der Geißelungskapelle an der Via Dolorosa

Die Kustodie betreut heute unter anderem die folgenden Stätten:
- die Grabeskirche (gemeinsam mit anderen Konfessionen)
- die Geburtskirche in Betlehem (gemeinsam mit anderen Konfessionen) mit der Katharinenkirche
- die Petruskirche in Kafarnaum
- die Verklärungskirche auf dem Berg Tabor
- die Lazaruskirche in Bethanien
- die Primatskapelle in Tabgha
- die Kirche Dominus flevit am Ölberg in Jerusalem
- die Emmauskirche in El Qubeibeh
- die Verkündigungsbasilika in Nazaret
- das Mariengrab im Kidrontal (gemeinsam mit anderen Konfessionen)
- die Kirche der Nationen im Garten Getsemani
- die Via Dolorosa in der Jerusalemer Altstadt.

Neben der Pilgerseelsorge sind die Franziskaner in 29 Pfarreien tätig, darunter in den drei größten katholischen Pfarreien in Israel, nämlich in Jerusalem, Betlehem und Nazaret. Der Schwerpunkt liegt auf den arabischen Pfarreien im Heiligen Land. Die Christen des Lateinischen Ritus sind eine Minderheit unter den Christen. Neben den arabischen Christen gehören zu den Gemeinden auch hebräisch sprechende Katholiken, nämlich Juden, die zum Christentum konvertiert sind; in solchren Gemeinden wird die Liturgie auf Hebräisch gefeiert. Außerdem betreuen die Franziskaner seelsorglich katholische Einwanderer aus verschiedenen Ländern und insbesondere Gastarbeiter von den Philippinen, aus Lateinamerika, Osteuropa und Afrika, darunter viele Frauen.

## Andere Aufgaben
Zu den Einrichtungen der Kustodie gehören das Studium Biblicum Franciscanum (SBF), ein Verlag und das Christian Information Center in Jerusalem. Das SBF wurde 1924 gegründet; die Planungen hatten bereits 1901 begonnen. Es ist für Studierende aller Nationalitäten, für Frauen und Männer offen. Zum SBF gehören eine Spezialbibliothek mit über 30.000 Bänden und etwa 400 Zeitschriften sowie ein archäologisches Museum, in dem Exponate aus Ausgrabungen gezeigt werden, die Mitarbeiter des Instituts u. a. in Nazaret, Kafarnaum, Dominus flevit, am Ölberg, in der judäischen Wüste, in Galiläa vorgenommen haben. Seit 1982 angegliederte Fakultät der Pontificia Università Antonianum, der Ordenshochschule der Franziskaner in Rom, seit 2001 Fakultät für biblische Wissenschaft und Archäologie.
Die Kustodie ist auch verantwortlich für die Verleihung des Jerusalem-Pilgerkreuzes an Besucher der Heiligen Stätten. Am Ende jeden Jahres teilt sie die Höhe der Spenden, welche sie von den Trägern des Pilgerkreuzes erhalten hat, dem päpstlichen Dikasterium für die Evangelisierung mit.
Ein wichtiger Bestandteil der Arbeit der Kustodie sind die Terra Sancta-Schulen in Israel und Palästina sowie je eine in Jordanien, Libanon und Zypern. Solche Schulen gibt es etwa in Nazaret (College), Betlehem (College für Jungen, Sekundarschule für Mädchen), Jerusalem (High School für Jungen, Sekundarschule für Mädchen), Jericho, Jaffa (getrennte Jungen- und Mädchenschule) und Ramleh. Diese Schulen stehen für Kinder aller Konfessionen und gesellschaftlichen Schichten offen; so sitzen in einigen Schulen jüdische Israelis, Christen und Moslems nebeneinander in einer Klasse. Die Finanzierung erfolgt überwiegend aus Mitteln der Kustodie und aus Spenden, in einigen Fällen auch mit staatlichen oder kommunalen Zuschüssen. Wo diese Zuschüsse nicht erfolgen oder nicht ausreichen, werden auch Schulgelder erhoben, wobei diese aber sozial Schwächeren – und damit einem Großteil der Schüler in den palästinensischen Gebieten – erlassen werden.
Um insbesondere die Situation christlicher Palästinenser zwischen den Fronten des arabisch-israelischen Konflikts zu mildern und die Abwanderung arabischer Christen zu stoppen, errichtete die Kustodie unter anderem in Betfage am Ölberg Sozialwohnungen für kinderreiche Familien, die zu einem erschwinglichen Preis vermietet werden, der deutlich unter den üblichen Marktpreisen liegt.

## Hilfswerk der Kustodie des Heiligen Landes
Das „Hilfswerk der Kustodie des Heiligen Landes“ ATS (Associazione di Terra Santa – Gemeinschaft des Heiligen Landes) ist eine von der Kustodie des Heiligen Landes gegründete Hilfsorganisation. Aufgabe des Hilfswerkes ist Öffentlichkeitsarbeit, Fundraising und Projektbegleitung für das Heilige Land und die Christen im Nahen Osten. Schwerpunkte der Projektförderung liegen:
- im Erhalt der christlichen Stätten des Wirkens Jesu im Heiligen Land
- in sozialen und caritativen Projekten für die Christen im Nahen Osten sowie für Bedürftige
- in gezielten Hilfen in Notsituationen.

Die vom „Hilfswerk der Kustodie des Heiligen Landes“ geförderten und begleiteten Projekte sind in den Palästinensergebieten, Israel, Syrien, Libanon, Jordanien, Ägypten, auf Zypern und Rhodos. Das Hilfswerk bietet zudem die Möglichkeit, sich ehrenamtlich im Heiligen Land zu engagieren oder im Rahmen einer Kooperation das Heilige Land zu unterstützen.
Das „Hilfswerk der Kustodie des Heiligen Landes“ ist eine spendenfinanzierte gemeinnützige Nichtregierungsorganisation in der Rechtsform eines Vereins mit seinem rechtlichen Sitz in Rom und seinem operativen Büro in Jerusalem. Präsident des Hilfswerkes ist der Kustos des Heiligen Landes.

## Kustodes des Heiligen Landes
- 1900 – Frediano Giannini
- 1906 – Roberto Razzoli
- 1914 – Onorato Carcaterra
- 1915 – Serafino Cimino
- 1918 – Ferdinando Diotallevi
- 1925 – Aurelio Marotta
- 1931 – Nazzareno Jacopozzi
- 1937 – Alberto Gori
- 1950 – Giacinto Maria Faccio
- 1955 – Angelico Lazzeri
- 1957 – Alfredo Polidori
- 1962 – Vincenzo Cappiello
- 1968 – Alfonso Calabrese
- 1969 – Erminio Roncari
- 1974 – Maurilio Sacchi
- 1980 – Ignazio Mancini
- 1986 – Carlo Cecchitelli
- 1992 – Giuseppe Nazzaro
- 1998 – Giovanni Battistelli
- 2004 – Pierbattista Pizzaballa
- 2016 – Francesco Patton
- seit 2025 – Francesco Ielpo